# Swantibor (1454–1464)
Swantibor, auch Swantibor V. (* um 1454; † 1464) war ein Prinz von Pommern aus dem Greifenhaus. 
Swantibor wurde als ältester Sohn von Herzog Wartislaw X. von Pommern-Wolgast und dessen Gemahlin Elisabeth von Brandenburg um 1454 geboren. Im Sommersemester 1462, mit etwa acht Jahren, wurde er an der Universität Greifswald immatrikuliert. Zuvor war ein Streit zwischen Herzog Erich II., dem Bruder Wartislaws X., und der Stadt Greifswald beigelegt worden. Swantibor war der erste Fürstensohn, der an dieser von seinem Großvater Herzog Wartislaw IX. im Jahre 1456 gegründeten Universität immatrikuliert wurde. Für das Wintersemester 1462/1463 wurde Swantibor zum Rektor der Universität gewählt, die damit den Enkel ihres Gründers ehrte; zugleich wurde der Professor Nicolaus Dedelow Vizerektor.
Swantibor starb im Jahre 1464 an der Pest, zur gleichen Zeit wie sein jüngerer Bruder Ertmar. Seine Eltern verloren damit ihre einzigen gemeinsamen Kinder. Seine Mutter Elisabeth hatte noch einen Sohn aus ihrer ersten Ehe mit Herzog Joachim dem Jüngeren, nämlich Herzog Otto III. von Pommern-Stettin, der aber ebenfalls 1464 an der Pest starb. 

## Zählung
Die Zählung der Herrscher des Greifenhauses ist seit jeher verwickelt. Von Alters her herrscht hier eine Ungleichheit, die manche Verwirrung hervorruft. Die modernere Vorgehensweise zählt grundsätzlich nur die ins Erwachsenenalter gelangten Angehörigen des engeren Greifenhauses. Danach erhält Swantibor keine Nummer. Zählt man hingegen alle Angehörigen des Greifenhauses, so ergibt sich die Zählung als Swantibor V., die in der älteren Literatur anzutreffen war.